# Savu Petra Dan
Savu Petra Dan (geboren 1903 in Bukarest; gestorben 16. März 1986 in Frankfurt am Main) war ein rumänisch-israelischer Maler.       

## Leben
Savu Petra Dan studierte von 1926 bis 1933 an der Kunsthochschule Bukarest. 
Er hatte einen Auftrag als Hofmaler bei Carol II. Während des Zweiten Weltkriegs war er von 1942 bis 1945 im KZ Bergen-Belsen inhaftiert. 1946 wurde er mit einem Preis des rumänischen Kulturministeriums ausgezeichnet. 
Er konnte Bilder an das Bukarester Nationalmuseum verkaufen. Seine im staatlichen Besitz befindlichen Bilder wurden auch nach 1945 gezeigt und auf verschiedene Dependancen des Nationalmuseums aufgeteilt. Nach 1958 verschwanden sie in den Depots und sind seit den 1990er Jahren verschollen.
Dan emigrierte 1961 aus politischen Gründen unter großen Schwierigkeiten mit seiner Frau Thereza (1913–1976) nach Israel. Seine erste Ausstellung dort hatte er in Netanja. Dan war ein produktiver Maler und verkaufte seine Bilder auch ins Ausland. Dan zog 1974 in die Bundesrepublik Deutschland und wohnte ab 1978 in Frankfurt am Main. 
Dan malte anfänglich expressiv, im Spätwerk auch surreal. Er thematisierte die Haft im Konzentrationslager.